# Boujad
Boujad (Berbers: ⴱⵊⵊⵄⴷ) is een kleine stad in Marokko aan de rand van het Atlasgebergte.
Boujad telde bij de volkstelling van 2014 ongeveer 46.000 inwoners.

## Bekende personen uit Boujad
- Amir Peretz, in 2007 de Israëlische minister van Defensie en de leider van de Israëlische Arbeidspartij.
- Mohamed Cherqaoui, agrariër en activist